# Мвека
Мвека (фр. Mweka) — город в провинции Касаи Демократической Республики Конго.
Город расположен на железнодорожной линии между Канангой (250 км) и Илебо (172 км), на высоте 466 м над уровнем моря.
В 2010 году население Мвеки по оценкам составляло 55 155 человек.
В начале августа 2007 года вблизи Мвека потерпел крушение грузовой поезд, погибли около 100 человек, которые незаконно ехали на крыше вагонов.
В конце августа 2007 года в районе Мвека была вспышка геморрагической лихорадки Эбола, в результате чего умерло более 100 человек.